# Шебалинское сельское поселение (Республика Алтай)
Шебалинское се́льское поселе́ние — муниципальное образование в Шебалинском муниципальном районе Республики Алтай Российской Федерации.
Административный центр — село Шебалино.

## История
Статус и границы сельского поселения установлены Законом Республики Алтай от 13 января 2005 года № 10-РЗ «Об образовании муниципальных образований, наделении соответствующим статусом и установлении их границ»

## Население
| 2010  | 2011  | 2012  | 2013  | 2014  | 2015  | 2016  |
| ----- | ----- | ----- | ----- | ----- | ----- | ----- |
| 5208  | ↘5207 | ↗5237 | ↗5271 | ↗5295 | ↗5364 | ↗5459 |
| 2017  | 2018  | 2019  | 2020  | 2021  |       |       |
| ↗5521 | ↗5532 | ↗5555 | ↗5580 | ↘4917 |       |       |

## Состав сельского поселения
| № | Населённый пункт | Тип населённого пункта       | Население |
| - | ---------------- | ---------------------------- | --------- |
| 1 | Шебалино         | село, административный центр | ↗5185     |
| 2 | Мыюта            | село                         | ↗274      |